# Melaab
Melaab là một đô thị thuộc tỉnh Tissemsilt, Algérie. Dân số thời điểm năm 2002 là 3.301 người.